# Survivalcraft
Survivalcraft est un jeu vidéo de type bac-à-sable créé par Igor Kalicinski, aussi connu sous le pseudonyme Kaalus, disponible pour les téléphones Windows Phone, Android, iOS, ainsi que sur le Windows Store (PC),. Il a été initialement été publié sur le Windows Phone Store le 16 novembre 2011.

## Système de jeu
Dans Survivalcraft le joueur est échoué sur une île et doit recueillir de la nourriture en élevant ou en chassant des animaux et doit créer des objets artisanaux et des outils pour se maintenir en vie. Pour survivre, le joueur doit également fabriquer des vêtements pour se garder au chaud, des armures et des armes pour se protéger, des outils pour améliorer l'efficacité du travail.
En mode Survie, le joueur doit fabriquer des objets artisanaux, des armures pour se protéger et des vêtements pour se tenir chaud, et doit dormir la nuit dans une maison qu'il va devoir construire pour se protéger des créatures hostiles, si sa barre de vie atteint 0, il meurt mais réapparaît au dernier endroit où il a dormi. Il existe plusieurs causes de décès :
- Tué par une créature hostile ou neutre : Dans les versions « extrême », « aventure » et « survie », le joueur peut se faire attaquer par n'importe quel type de créature hostile (Hyènes, Ours, Rhinocéros, Requins, Loups, Tigres, Lions, Orques, etc.), neutre (Vaches, Taureaux, Phachochères, Baleines beluga, Gnous, etc.), comme dans Minecraft, le rayon d'attaque dépend de la créature.
- Suicide : Cette option n'est disponible que dans l'inventaire du joueur, pour ce faire, le joueur doit appuyer plusieurs fois sur la tête de mort et le joueur mourra.
- En quittant le monde : Cette option n'est disponible que dans la version « créative ».
- Maladie (Survivalcraft 2 uniquement) : Si le joueur mange de la nourriture périmée ou crue, les cœurs du joueurs seront verts et la vie du joueur peut descendre à un cœur, ce désavantage est dangereux.
- Grippe (Survivalcraft 2 uniquement) : Si le joueur reste dans un endroit trop froid, le joueur aura les cœurs bleus et toussera fréquemment et sa barre redescend à 2 cœurs.
- Noyade (non disponible en mode Paisible) : Si l'endurance du joueur est basse, le joueur commencera à prendre des dégâts s'il est dans l'eau et finira par mourir de noyade, le joueur peut aussi mourir de noyade s'il ressort de l'eau trop tard.
- Terrible chute : Si le joueur saute à une hauteur trop importante, il mourra.
- Faim (non disponible en mode Paisible) : Si le joueur n'a rien mangé depuis plusieurs jours, le joueur commencera par prendre des dégâts et finira par mourir.
- Explosion : Si le joueur et trop proche d'une TNT et que celle si explose, le joueur meurt.
- Brûlé : Si le joueur est en contact avec le feu, il commencera par prendre des dégâts et finira par mourir.
- Hypothermie : Si de la glace recouvre totalement la vitre du joueur, il mourra soudainement.
- Foudroyé : Cet évènement n'arrive que très rarement et notamment lors des orages, si un joueur est foudroyé, il peut mourir.
- Suffocation : Si le joueur creuse au dessus de sa tête, il se peut qu'il y ait du sable ou du gravier qu'il tombe sur lui et le joueur mourra ; depuis la dernière mise à jour, le joueur ne meurt plus directement mais prendra des dégâts jusqu'à que mort s'ensuive.
- Rester en contact avec un cactus : Si le joueur reste trop en contact avec un cactus, il commencera par prendre des dégâts et finira par mourir.
- Piégé : Si le joueur tombe dans un piège contenant des pointes, il prendra des dégâts et mourra.

En mode Cruel (Extrême en français), le joueur n'a qu'une vie, s'il meurt le jeu est terminé.
En mode Aventure, le joueur ne peut pas détruire des blocs s'il n'a pas les outils demandés, à noter également que ce mode est disponible en changeant les paramètres.
En mode Créatif, le joueur peut créer un monde à l'aide d'un nombre illimité d'items et peut l'explorer sans danger de chutes ou de violences provenant d'animaux hostiles, en revanche il ne peut pas casser la bedrock contrairement à Minecraft.
En mode Paisible (Harmless en anglais), la barre de vie du joueur monte très rapidement si elle n'a pas 100% et ne se fait pas attaquer par les créatures hostiles sauf s'il les provoque ou traie une vache.

## Gameplay
Le gameplay de Survivalcraft ressemble à celui de Minecraft: Pocket Edition où les joueurs construisent un monde à l'aide de cubes en 3D.
Il existe un grand nombre de créatures regroupées en passifs (oiseaux, autruches), neutres (taureaux, gnous, baleines beluga) et hostiles (lions, tigres, requins et rhinocéros). Attaquer certaines créatures rend leurs congénères hostiles.
Dans Survivalcraft 2, le joueur ne peut pas utiliser un outil en diamant s'il n'a pas atteint le niveau 2, à noter que s'il meurt son niveau sera divisé par 2.
Il ne peut également pas construire des certaines armures ou armes s’il n'a pas le niveau requis.

## Commandes
Dans Survivalcraft, l'utilisateur peut sélectionner les commandes qu'il désire.
Dans Survivalcraft 2, l'utilisateur peut avoir jusqu'à 4 joueurs, femmes et hommes.
Les commandes du jeu existent également dans les paramètres.

## Développement
La première version de Survivalcraft est sortie le 16 novembre 2011 sur Windows Phone.
Une autre version, Survivalcraft 2 est sortie en décembre 2016 : elle inclut des mises à jour majeures comme la possibilité de fabriquer de meubles et jouer en coopération avec trois autres joueurs à l'aide d'un écran splitté.
Des outils, animaux ou réparation de bugs sont ajoutés ou mis à jour au fur et à mesure.